# Brian Haig
Brian F. Haig (ur. 15 marca 1953) – amerykański wojskowy oraz pisarz, twórca powieści sensacyjno-prawniczych. 
Absolwent Akademii Wojskowej w West Point, syn byłego sekretarza stanu USA Alexandra Haiga.

## Twórczość
Cykl z Seanem Drummondem*
- 2001 Secret Sanction (Tajna sankcja)
- 2002 Mortal Allies
- 2003 The Kingmaker (Spisek)
- 2003 Private Sector (Koń trojański)
- 2005 The President's Assassin (Zabić prezydenta)
- 2007 Man in the Middle (W matni)
- 2015 The Night Crew

* Narratorem książek jest pełen autoironicznego humoru Sean Drummond – prawnik i oficer JAG
Inne
- 2009 The Hunted
- 2010 The Capitol Game (Gra)